# Il diavolo in Terrasanta
Il diavolo in Terrasanta. Viaggio per terra e per mare da Roma a Gerusalemme è un romanzo del 2019 dell'autore italiano Enrico Brizzi. Si tratta del quarto romanzo incentrato su un viaggio a piedi, nel quale compaiono i personaggi già apparsi ne Gli Psicoatleti, la cui vicenda si situa cronologicamente dopo.

## Struttura del testo
Il romanzo è diviso in tre parti ordinate cronologicamente, ciascuna delle quali è preceduta da un capitoletto intitolato Nelle acque del Canale d'Otranto ambientato tra la seconda e la terza parte.

## Trama

### Nelle acque del Canale d'Otranto
Il Gargantua, la barca sulla quale viaggiano il protagonista e i suoi amici, è sballottato dalle onde durante una tempesta nel Canale d'Otranto.

### Prima parte:Aria!
Il narratore e il suo amico Cesare Maggi, detto il Logista, partono da Roma lungo la Via Appia per recarsi in pellegrinaggio a Gerusalemme, percorrendo a piedi la parte terrestre del percorso. Il primo pernottamento avviene a Frascati, il secondo a Palestrina, dove i due camminatori rischiano l'intossicazione alimentare. Lungo il corso dell'Aniene sono sorpresi dall'apparizione di alcune adolescenti nude, che sembrano volerli adescare. Passando per Filettino, il paese del maresciallo Graziani, si dirigono verso la piana del Fucino, dove molti braccianti sono immigrati extracomunitari.
Oltre Pescasseroli si unisce a loro un cane randagio di razza maremmana, che chiamano Marley e col quale iniziano a percorrere il Regio Tratturo. Al momento di riprendere la strada carrozzabile, temendo per l'incolumità del cane, vorrebbero rinchiuderlo nel cortile di un casale apparentemente disabitato per impedirgli di seguirli ulteriormente, ma una donna che li ha visti dall'interno li prende a male parole accusandoli di voler abbandonare il loro cane; comunque, se ne allontanano velocemente. In vista del paese di Alfedena, sono accolti minacciosamente da due rottweiler di guardia ad un deposito di rottami, che fortunatamente non riescono ad uscire dalla recinzione. Si ristorano un attimo in un bar del paese, interrogati dai bambini che ricordano loro i personaggi di Mafalda, e la sera ricevono la telefonata del loro amico anconitano Ivan Bugani, che assicura loro che li raggiungerà l'indomani a Isernia, malgrado sia reduce dalla varicella.
Bugani ha con sé nello zaino una grande quantità di alcolici e un abbigliamento inadeguato; calza inoltre delle scarpette da squash, inadatte per camminare a lungo. Racconta ai suoi amici ci quanto sia insoddisfatto del suo lavoro nell'industria petrolchimica. A Bojano pernottano in una locanda molto spartana ma che serve del buon cibo. Prima di arrivare a Benevento, quando i piedi di Ivan sono in pessime condizioni, i tre incontrano una donna che coglie erbe officinali (fatto che al narratore ricorda le streghe beneventane) e che allevia le sofferenze del marchigiano, che il giorno dopo riparte in treno verso casa.
Il Logista e il narratore scoprono poi che nella pagina del social network dedicata al viaggio c'è un massaggio di Max Montefiori, un loro amico di vecchia data con cui i rapporti si erano allentati, e che li raggiunge a Benevento.

### Nelle acque del Canale d'Otranto
Continua la travagliata navigazione del Gargantua.

### Seconda parte:La strada maestra
Attraversando l'Irpinia, Max racconta ai suoi amici ritrovati del suo matrimonio fallimentare e e delle scappatelle che si è concesso. A Melfi il barratore rievoca la presenza di Federico II che lì emanò le Costituzioni Melfitane, mentre a Venosa cita la propria passata partecipazione a un certame oraziano di latino. Nel bed & breakfast al confine tra Basilicata e Puglia il gestore, un avvocato di Roma, lamenta di aver ricevuto minacce dalla criminalità organizzata e di non essere stato accettato pienamente dagli abitanti del posto, nonostante sua madre fosse di quelle parti. L'indomani, il trio è attaccato da una muta di cani randagi, che solo il coraggioso intervento di Max e la scacciacani di Cesare riescono a mettere in fuga. Giungono quindi a Gravina in Puglia, da dove ripartono per Matera il giorno dopo. Max racconta delle radici ebraiche del ramo paterno della sua famiglia, che vorrebbe valorizzare; per questo il narratore gli dà il soprannome di "Converso". Si avvicinano a Taranto, dove hanno appuntamento col loro amico Blek, attraversando un paesaggio segnato dall'inquinamento dell'ILVA. Blek mostra loro il Gargantua, la barca a vela sulla quale salperanno, e li porta a mangiare in una trattoria del centro storico, nel quale sono abbordati da gente poco raccomandabile.
Il giorno dopo ripartono a piedi per Brindisi, capolinea della Via Appia. Blek annuncia che al viaggio si aggregherà Enzo, un suo amico siciliano un po' strambo, col quale ha appuntamento alla stazione di Grottaglie. Enzo però non riesce a scendere dal treno e si unisce al gruppo alla stazione successiva, a Francavilla Fontana. Prima di Mesagne, sono accolti con ostilità da due contadini, padre e figlio, che li credono zingari; chiarito l'equivoco, li aiutano a proseguire. In paese non riescono a trovare l'alloggio, finché il parroco non s'offre d'ospitarli nella canonica. Dopo cena, nella piazza principale, Max si mette ad arringare la folla in un modo che ricorda al narratore le prediche di Pietro l'Eremita.
L'indomani, dopo aver partecipato alla messa del Corpus Domini, riprendono la strada oer Brindisi. Blek apprende di essere stato precettato per una missione anti-pirateria nell'Oceano Indiano, nonostante avesse chiesto la licenza con mesi d'anticipo, e cerca il modo di sistemare la situazione coi suoi amici. In città, assistono ad una processione con l'arcivescovo a cavallo secondo un'antica tradizione; la visione sembra loro di buon auspicio.
Tornati a Taranto in treno, trovano al timone del Gargantua un uomo di fiducia di Blek, che si fa chiamare Panta e dà loro dei pittoreschi soprannomi. Alla fine del primo giorno di navigazione, a causa di venti sfavorevoli, il Gargantua è giunto solo fino a Porto Cesareo. La sera successiva arriva a Gallipoli, dove scendono tutti gli occupanti della barca; anche Panta scende, ma solo dopo che gli è stata offerta la cena, e si rifiuta di pagare l'attracco con la scusa che la barca era in avaria, dando persino un ceffone all'esattore del pedaggio, che a Cesare ricorda un turista svizzero incontrato a Melfi e che rivedono la sera mentre suona la chitarra sul molo, dove pernotta nel suo sacco a pelo. L'indomani l'avaria al motore si rivela essere non solo una comoda scusa ma un vero problema; a risolverla è il ragazzo del molo, che in cambio chiede un passaggio fino a Leuca. Egli, che si presenta col nome di Nicola Maria Franzoso (detto Nick), racconta loro di essere studente all'Università di Bologna.

### Nelle acque del Canale d'Otranto
Durante la tempesta, Nick per un momento appare al narratore come il diavolo.

### Terza parte:Tempesta
Dopo la traversata del canale, i viaggiatori mettono i piedi a terra a Fanò, che Panta racconta essere il centro di loschi traffici tra Grecia e Albania. Nicola racconta che in un incidente stradale era morta la sua fidanzata Greta mentre egli era alla guida dell'auto di lei. Dopo mesi in ospedale, ha iniziato a soffrire di attacchi epilettici che riesce ad allontanare solo fumando marijuana.
Il Gargantua fa tappa a Corfù, costeggia Leucade, Itaca e Cefalonia e sosta per la notte nella baia di Missolungi; percorre poi il Golfo di Patrasso e il Canale di Corinto. Cesare riceve una telefonata dalla moglie che gli comunica che è incinta.
Panta scarica il suo passeggeri al Pireo prima d'invertire la rotta. I giovani prendono una camera in una sordida locanda; Enzo per la prima volta possiede una donna, Cesare e il narratore si recano ad Atene per visitare la città, mentre gli altri sonnecchiano in camera. La sera cenano in una trattoria ritrovo di ultrà dell'Olympiakos e prendono da bere in un'ouzeria gestita da un ammiratore di Andreas Papandreou.
Il giorno successivo attraversano l'Egeo su un grande traghetto fino a Rodi, dove fanno l'esperienza dell'hammam. Sorge poi un problema per il trasbordo a Cipro, dove dovrebbero prendere l'aereo per lo Stato d'Israele, poiché le corse dei traghetti sono state soppresse. L'alternativa sarebbe una nave da crociera, ma Cesare la rifiuta decisamente. Alla fine decidono di tornare ad Atene in aereo e da lì prendere un altro volo per Larnaca.
A Cipro noleggiano un'automobile con la quale visitano la parte greca dell'isola, toccando Limassol, il monastero di San Nicola dei Gatti, la spiaggia di Petra tou Romiou, Pafos, la zona dei monti Troodos ricca di monasteri e Nicosia, prima di tornare a Larnaca. All'aeroporto David Ben Gurion di Tel Aviv una giovane poliziotta domanda il loro piano di viaggio, trovando da ridire solo sulla tappa a Ramla. Tramite uno sherout (taxi collettivo) sono trasportati ad ‘Akko, dove riprendono il viaggio a piedi. Vedendo dei giovani arabi che, a rischio della vita, si gettano in mare dal molo, Max (che ha comprato una kippah e una bandiera d'Israele) fa delle considerazioni sul diverso valore della vita per gli ebrei e per gli arabi. Nick, che ha un grosso debito con lui, gli rinfaccia la sua avarizia.
In una stazione di servizio vicino a Haifa parlano con alcuni giovani arabi del Balad (partito arabo democratico) che li mettono in guardia dagli estremisti del Ra'am. In città il narratore rischia di essere preso a pistolettate da un ristoratore che l'ha scambiato per un terrorista; chiarito l'equivoco, egli spiega che un suo nipote è saltato in aria in un attentato.
Dal Carmelo in poi, i camminatori seguono l'Israel National Trail, soggiornando nel kibbutz di Nahsholim, a poca distanza dal mare. Passando vicino alla spiaggia si rendono conto della varietà della società israeliana, che per gli ebrei ortodossi prevede stabilimenti balneari separati per donne e uomini. A Tel Aviv hanno appuntamento con Isacco Mayer, figlio di un amico del prozio del narratore, che porta tutti a cena in un ristorante, tranne Nick, che imbarazzerebbe con l'ospite con la sua scarsa igiene personale e le sue opinioni filopalestinesi. Isacco si ferma poi a parlare con il narratore per rievocare la figura dello zio Alecs e le proprie esperienze di vita. Quando apprende che i pellegrini passeranno per Ramla, li esorta a telefonargli e a trattenervisi il meno possibile.
In albergo, il narratore scopre che Nick ha saldato il debito e ha persino fatto un regalo a Max ma anche, da una telefonata origliata dai suoi amici, che la storia della fidanzata morta potrebbe essere una montatura. Comunque, accettano di tenerlo con loro poiché il viaggio volge al termine, ma Nick, messo alle strette, simula una crisi epilettica e fa perdere le sue tracce.
A Ramla Max scambia il ritratto dello sceicco Yassin per quello di padre Pio, suscitando l'ostilità dei simpatizzanti di Hamas. Al narratore non resta che chiedere a Isacco di venirli a prendere. Quest'ultimo racconta loro che Ramla è al centro delle attività criminali di due famiglie e li ospita per la notte a casa sua, dove fanno la conoscenza di sua figlia Gabi. Ripartono il giorno dopo, tutti tranne Enzo che è disidratato, riportati da Isacco nei pressi di Ramla. Tra le colline della Giudea incontrano un gruppo di scout israeliani e un vecchio arabo dall'aria ieratica venuto a visitare il luogo dove suo figlio è stato ucciso. Pernottano al kibbutz di Tzuba prima dell'ultima tappa verso la città santa. Tommy Carnera scrive loro che sui social network il loro viaggio è stato criticato a causa della diffamazione orchestrata da Nicola, che si presenta come uno studente della Statale di Milano andato a fare volontariato con i bambini nei Territori Palestinesi, che ha accusato i suoi compagni di viaggio di essere degli estremisti cattolici e filosionisti. Le calunnie non turbano più di tanto i pellegrini, che ormai sono in vista della meta.

## Personaggi
- Il narratore, detto Brix: corrisponde al protagonista della precedente trilogia di romanzi di viaggio, con la differenza che qui utilizza la narrazione in prima persona. Ha tutte le caratteristiche dell'autore Enrico Brizzi. Da Panta è chiamato il Turco.
- Cesare Maggi detto il Logista: amico d'infanzia del narratore. Trentaquattrenne cattolico convinto, si definisce un "patriota democratico".
- Massimiliano (Max) Montefiori detto il Converso: amico di vecchia data del narratore. Deve il suo soprannome alla sua velleità di riscoprire e valorizzare le radici ebraiche della sua famiglia, pur senza abiurare ufficialmente il cattolicesimo. Da Panta è chiamato Orecchie di Gomma.
- Guglielmo Neri detto il Grande Blek: ufficiale elicotterista della Marina Militare col grado di Tenente di vascello. Deve il suo soprannome ai suoi capelli biondi e alla sua prestanza fisica che lo fanno assomigliare al protagonista del fumetto omonimo.
- Tommy Carnera: giovane friulano amico del protagonista, che gestisce le pagine del gruppo di camminatori nei social network.
- Ivan Bugani detto il Dorico: perito industriale che lavora nel petrolchimico anconetano come disegnatore. È insoddisfatto del suo lavoro e pensa di aprire uno studio di tatuaggi.
- Vito: addetto alla reception dell'albergo di Benevento.
- Vincenzo (Enzo) Ribera detto il Siciliano: trentacinquenne di Zafferana Etnea, amico del Grande Blek. È considerato un tipo bizzarro perché incredibilmente ingenuo. Da Panta è chiamato Granita.
- Pantaleone (Panta) Capurso detto il Barese: nocchiero del Gargantua, la barca in sostituzione del Grande Blek. È un uomo dall'età indefinibile (potrebbe avere dai 40 ai 60 anni)[2] e dal passato misterioso.
- Nicola Maria (Nick) Franzoso: giovane che si aggrega al gruppo a Gallipoli. Da Panta è chiamato il Biondo.
- Alessandro, detto lo zio Alecs: prozio del narratore, combattente durante la Seconda guerra mondiale. Mentre era prigioniero in un campo britannico, sua moglie era stata stuprata da soldati indiani e si era lasciata morire di fame. In Calabria, dove si stabilì successivamente, si legò d'amicizia con un ebreo di nome Aaron Mayer che sarebbe poi emigrato in Israele: andò a visitarlo là nel 1956 e fu spettatore della Crisi di Suez. Non compare direttamente nel libro, ma solo nei ricordi del narratore.
- Isacco Mayer: medico militare israeliano,[3] figlio di Aaron, che incontra i pellegrini in Israele.
- Talia: moglie del precedente, di professione avvocato.
- Gabi: figlia dei precedenti. La sua avvenenza fa innamorare Max a prima vista, ma sembra invece trovare un'intesa con Enzo.
- Marley: cane di razza maremmana che per un certo periodo segue il narratore e Cesare.

## Edizioni
- Enrico Brizzi, Il diavolo in Terrasanta: viaggio per terra e per mare da Roma a Gerusalemme, collana Strade blu, Milano, Mondadori, 2019, ISBN 978-88-04-70226-9.